# Éric Coquerel
Pour les articles homonymes, voir Coquerel.
Éric Coquerel, né le 30 décembre 1958 à Courbevoie (Seine), est un homme politique français.
Coordinateur du Parti de gauche de 2014 à 2021 et conseiller régional d'Île-de-France de 2010 à 2017, il est élu député de la première circonscription de la Seine-Saint-Denis lors des élections législatives de 2017 puis réélu en 2022 et en 2024. Le 30 juin 2022, il est élu président de la commission des Finances.

## Biographie

### Jeunesse et formation
S'identifiant d'abord à l'anarchisme, Éric Coquerel participe aux manifestations contre la loi Debré de 1973 à l'âge de 14 ans. Il devient alors proche de la Ligue communiste révolutionnaire, qu'il rejoint ensuite en 1983. Il échoue au baccalauréat en 1977. Il prend part aux festivités du 10 mai 1981 à la suite de la victoire de François Mitterrand lors de l'élection présidentielle de 1981. Il passe son baccalauréat en candidat libre en 1983 et entreprend des études d'histoire à l'université Paris-Diderot sur le campus de Jussieu avec pour objectif le CAPES qu'il n'obtient pas. Il participe à la mobilisation estudiantine de 1986 contre le projet de loi Devaquet de réforme de l'université.

### Parcours professionnel
Fréquentant parallèlement le milieu de la voile sportive, il participe à la création de la course du Vendée Globe en 1989. Il crée l'agence de communication Effets Mer, livrant des articles à la presse, se chargeant de la communication du Vendée Globe, et collaborant aux carrières d'Isabelle Autissier et de Michel Desjoyeaux au début des années 2000.

### Parcours politique

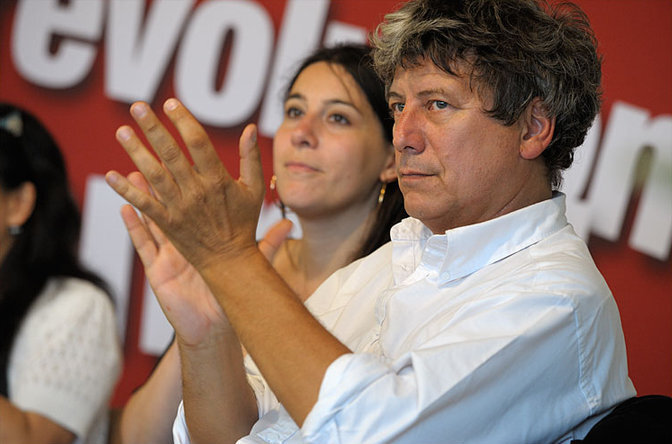
Éric Coquerel, président du MARS.

Éric Coquerel milite à la Ligue communiste révolutionnaire (LCR) qu'il quitte en 1998, après le rapprochement du parti avec Lutte ouvrière (LO).
En 2003, il entre au Mouvement républicain et citoyen (MRC) dont il est l'un des quatre secrétaires nationaux. Il est chargé de l'« anti-mondialisation ». En juin 2003, il démissionne du mouvement avec Jeannick Le Lagadec, François Cocq, Hayat Dhalfa et l'ancien juge Éric Halphen, refusant l'idée d'une alliance avec la droite et après avoir échoué à rallier Jean-Pierre Chevènement à l'idée d'une « refondation de la gauche ». Il fonde le Mouvement pour une alternative républicaine et sociale (MARS), qui se rapproche ensuite du Parti communiste français (PCF) et de l'AGR (Association pour une gauche républicaine, issue du Mouvement des citoyens), et dont il prend la tête.
En 2003 également, il signe l'appel « Ramulaud » visant à une coordination de la gauche antilibérale, également signé par Jean-Luc Mélenchon et Martine Billard.
En 2005, il s'investit dans la campagne du « non » de gauche au projet de traité constitutionnel européen.
En 2007, avec Clémentine Autain, Claude Debons, Marc Dolez, François Labroille, Claude Michel, Roger Martelli, Christian Picquet, José Tovar et Catherine Tricot, il lance le club Maintenant à gauche, afin de maintenir la perspective du rassemblement de la gauche antilibérale et d'une nouvelle force politique pour l'incarner.

#### Au Parti de gauche
En 2008, Éric Coquerel s'investit pleinement dans la fondation du Parti de gauche, où il occupe le poste de secrétaire national aux Relations extérieures et unitaires. En tant que coordinateur politique au sein du PG, il théorise la stratégie « plan A/plan B », consistant à menacer d'une sortie de la France de l'Union européenne et de la zone euro en cas d'échec des négociations sur les traités en vigueur : il indique être « [parti] du constat que la capitulation de Tsipras face aux institutions européennes avait eu lieu du fait qu’il n’avait pas de plan B de sortie de l’euro ». En 2016, lors de la campagne présidentielle de Jean-Luc Mélenchon, il est à l'origine du slogan : « Cette Europe-là, soit on la change, soit on doit la quitter ».
Aux élections régionales de 2010 en Île-de-France, il est tête de la liste FdG-Ensemble pour des régions à gauche pour Paris. Il obtient 6,11 % des voix. Élu conseiller régional d'Île-de-France, il siège dans le groupe Front de gauche et alternatifs, qui appartient à la majorité régionale.
Pendant la campagne présidentielle de 2012, il est « conseiller spécial » de Jean-Luc Mélenchon. Candidat aux élections législatives de 2012 dans la deuxième circonscription de la Corrèze, notamment face au député sortant Philippe Nauche ; il assume son parachutage, rappelant qu'un député est avant tout élu de la nation, et signalant qu'il assure deux jours de présence par semaine sur le terrain dans l'année précédant le scrutin. Il est battu dès le premier tour, recueillant 7 % des voix.
Aux élections européennes de 2014 en France, il est deuxième de la liste du Front de gauche qui obtient 5,96 % des voix dans la circonscription Sud-Est.
Le 22 août 2014, le bureau national du Parti de gauche avalise la suppression des postes de coprésidents (détenus par Jean-Luc Mélenchon et Martine Billard) et la réorganisation du secrétariat national, dont Éric Coquerel est nommé coordinateur. Le 5 juillet 2015, lors du quatrième congrès du PG, il est élu coordinateur avec Danielle Simonnet. Ils quittent leurs fonctions au cinquième congrès de mars 2021, où ils sont remplacés par Hélène Le Cacheux et Jean-Christophe Sellin.
Il est intervenu à plusieurs reprises pour manifester contre des évacuations d'immigrés clandestins, notamment en 2015.
Aux élections municipales de 2020, il est 38e sur la liste Saint-Ouen Debout, menée par Laurie Lefèvre, qui obtient 414 voix, soit 3,77 % au premier tour.

#### Député de laXVelégislature

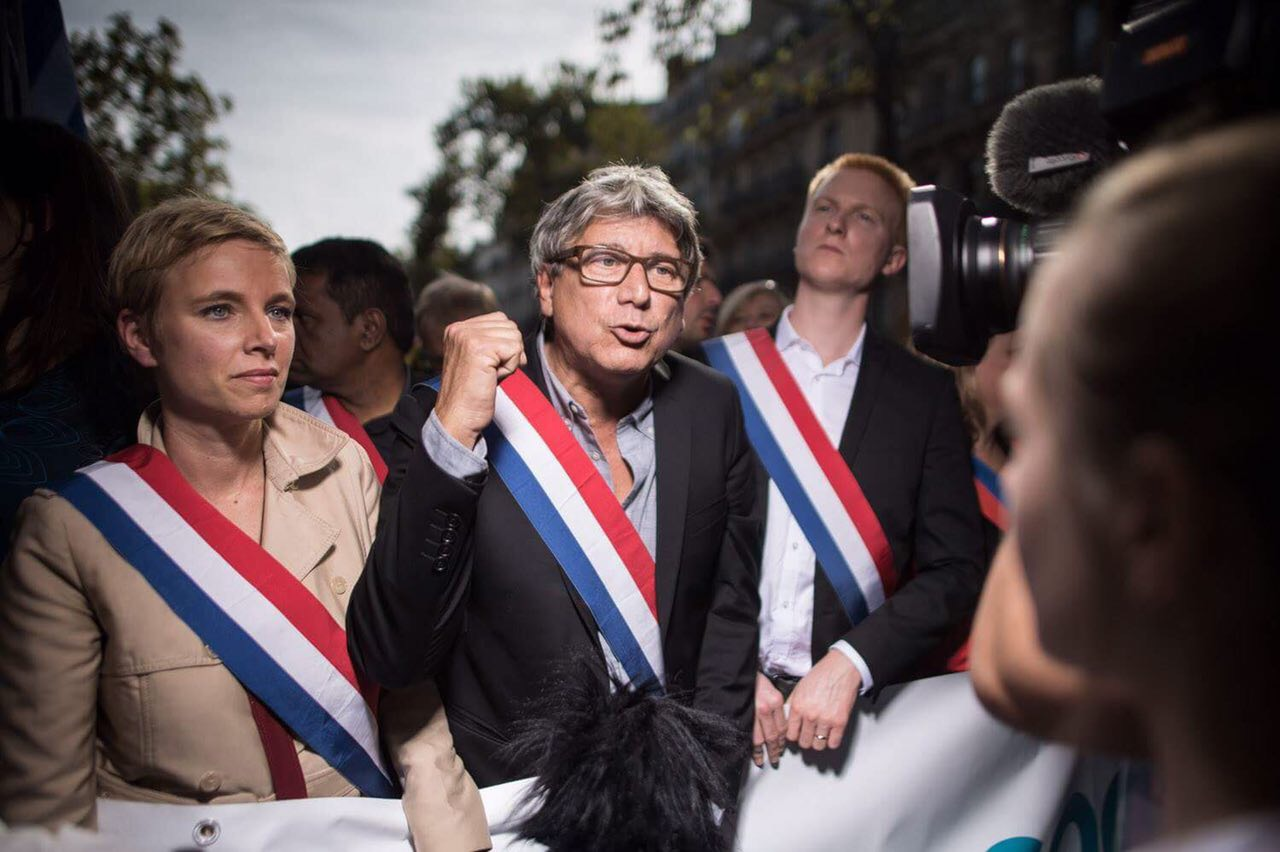
Éric Coquerel, Clémentine Autain et Adrien Quatennens à la marche du 21 septembre 2017 contre la réforme du code du travail.

Il est candidat de La France insoumise aux élections législatives de 2017 dans la Seine-Saint-Denis (1re circonscription). En ballottage défavorable au premier tour avec 19,02 % des voix, il retourne la situation pour finalement l'emporter avec 51,72 % des voix face au candidat Sébastien Ménard de La République en marche.
Au bout de six mois de législature, il est le deuxième député le plus actif selon le classement établi par Capital. D'octobre 2018 à juillet 2019, il dépose 11 propositions de lois, ce qui fait de lui le 6e député le plus actif en la matière sur cette période. Selon un classement établi par Le Figaro, il est la 3e personnalité la plus invitée dans les matinales entre le 21 août 2017 et le 13 juillet 2018, avec 38 passages,.
Le 19 avril 2018, il est entarté par Cyriaque de Vulpillières, alors militant d'Action française, pour avoir soutenu, en mars, l’occupation de la basilique Saint-Denis ; il annonce deux jours après qu'il portera plainte.

#### Député de laXVIelégislature
Lors du premier tour des élections législatives de 2022, il obtient 53,79 % des voix. Il est en ballottage, ayant recueilli moins de 25 % des suffrages des électeurs inscrits. Il est réélu au second tour avec 17 456 voix sur 67 264 inscrits soit 25.95 % des inscrits et 71,68 % des suffrages exprimés, face à Jeanne Dromard (Ensemble).
Au terme d'une élection serrée où le Rassemblement national comme la NUPES préemptait le poste, il est élu par ses pairs président de la commission des finances au 3e tour, ce poste étant dévolu depuis 2008 à un député de l'opposition par l'article 39 du règlement de l'Assemblée nationale,. Ce poste donne notamment un pouvoir de regard et de contrôle sur le budget de l'État et permet de lever le secret fiscal des entreprises et des particuliers de manière discrétionnaire. À la suite des élections, cette présidence a fait l'objet d'une importante bataille médiatique, l'enjeu pour les forces en présence étant de s'imposer symboliquement comme la première force d'opposition à Emmanuel Macron.
Le 7 juillet 2022, il annonce l'ouverture prochaine d’une mission d’information parlementaire sur les cabinets de conseil privés afin d'évaluer leur rapport qualité-prix, leur nécessité et leur rôle. Comme il l'indique lui-même, cette décision fait suite aux recours controversés de l'État français sous la présidence d'Emmanuel Macron à des sociétés comme McKinsey ou Capgemini.

#### Député de laXVIIelégislature
En juin 2024, à la suite de la dissolution de l'Assemblée nationale, il est candidat à sa réélection sous la bannière du Nouveau Front populaire. Dès le premier tour des élections législatives, il est réélu avec 65,28 % des voix. Il est également réélu Président de la commission des finances au 3e tour.

## Affaires judiciaires

### Accusations de harcèlement sexuel
Sophie Tissier, activiste, ancienne proche du Parti de gauche et figure des Gilets jaunes, accuse Éric Coquerel de « gestes déplacés » lors d’une soirée dansante prolongée en boîte de nuit en 2014 à Grenoble dans le cadre des universités d’été du parti dont il était alors le coordinateur national,. Le 3 juillet 2022, elle annonce avoir saisi le comité contre les violences sexuelles de La France insoumise,. Dénonçant des mains baladeuses, une « drague lourdingue » et un « regard salace et gluant » ainsi que des textos suggestifs, elle porte plainte contre lui à Vanves, le 4 juillet pour harcèlement sexuel et pour des gestes « pouvant s'apparenter à une agression sexuelle ». Éric Coquerel affirme qu'il s'agissait d'un « flirt » et dément toute « drague lourde » ou « harcèlement »,. L'influenceuse Tatiana Ventôse, elle-même ancienne responsable du Parti de gauche, indique avoir été témoin des faits avancés par Sophie Tissier. Cependant, Marie-Laure Darrigade, candidate LFI aux élections européennes, infirme ces allégations. La militante féministe Rokhaya Diallo affirme que le témoignage de Sophie Tissier n'est pas isolé : « J'ai eu accès à des témoignages directs, j'ai aussi eu plusieurs fois accès à des témoignages de journalistes qui en avaient recueilli d'autres ». Le 2 juillet, selon Mediapart, il n'existe que deux témoignages directs, dont celui de Sophie Tissier, et celui d'une autre femme qu'Éric Coquerel dément intégralement.
Le 13 juillet 2022, le parquet de Paris annonce l’ouverture d’une enquête pour harcèlement sexuel et agression sexuelle à l’encontre d’Éric Coquerel, à la suite des accusations et de la plainte déposée par Sophie Tissier,. Le 20 février 2023, le parquet de Paris annonce que cette affaire est classée sans suite pour infraction insuffisamment caractérisée. Sophie Tissier dépose à nouveau plainte avec constitution de partie civile pour agression et harcèlement sexuels contre lui en juin 2024.

### Accusation de violences envers un policier
Le 20 mars 2023, dans le contexte du mouvement social contre le projet de réforme des retraites, Éric Coquerel se trouve sur le site Veolia de Saint-Denis pour apporter son soutien à des éboueurs bloquant un dépôt. Afin de libérer le passage pour les camions poubelles, des policiers tentent d'éloigner les manifestants mais cette tentative se transforme en altercation. Un policier l'accuse ensuite de l'avoir frappé au visage au cours d'une bousculade et porte plainte pour « violence sur une personne dépositaire de l'autorité publique suivie d'incapacité n'excédant pas huit jours », le parquet de Bobigny ouvre alors une enquête. Éric Coquerel déclare « démentir formellement cette accusation » tout en ajoutant avoir « failli tomber à plusieurs reprises » car les policiers ont repoussé « vivement les manifestants » jusqu'à causer « une forte bousculade »,.

## Synthèse des résultats électoraux

### Élections législatives
| Année | Parti       | Parti   | Circonscription             | 1er tour | 1er tour | 1er tour | 2d tour | 2d tour | 2d tour | Issue   |
| Année | Parti       | Parti   | Circonscription             | Voix     | %        | Rang     | Voix    | %       | Rang    | Issue   |
| ----- | ----------- | ------- | --------------------------- | -------- | -------- | -------- | ------- | ------- | ------- | ------- |
| 2012  |             | PG (FG) | 2e de la Corrèze            | 4 004    | 6,93     | 4e       |         |         |         | Éliminé |
| 2017  |             | LFI     | 1re de la Seine-Saint-Denis | 4 256    | 19,02    | 2e       | 9 590   | 51,72   | 1er     | Élu     |
| 2022  | LFI (NUPES) | 13 608  | 1re de la Seine-Saint-Denis | 53,79    | 1er      | 17 456   | 71,68   | 1er     | Élu     |         |
| 2024  | LFI (NFP)   | 27 298  | 1re de la Seine-Saint-Denis | 65,28    | 1er      |          |         |         | Élu     |         |

### Élections européennes
| Année | Parti | Parti | Circonscription | Position sur la liste | Voix    | %    | Rang | Sièges | Issue   |
| ----- | ----- | ----- | --------------- | --------------------- | ------- | ---- | ---- | ------ | ------- |
| 2014  |       | PG    | Sud-Est         | 2e                    | 197 754 | 5,96 | 6e   | 1 / 13 | Non élu |

### Élections régionales
| Année | Parti | Parti        | Région        | 1er tour | 1er tour | 1er tour | 2d tour   | 2d tour | 2d tour | Sièges    | Issue |
| Année | Parti | Parti        | Région        | Voix     | %        | Rang     | Voix      | %       | Rang    | Sièges    | Issue |
| ----- | ----- | ------------ | ------------- | -------- | -------- | -------- | --------- | ------- | ------- | --------- | ----- |
| 2010  |       | FdG-Ensemble | Île-de-France | 189 193  | 6,55     | 5e       | 1 720 993 | 56,69   | 1er     | 142 / 209 | Élu   |

## Publications

### Sur la politique
- Au cœur du Front de gauche, Paris, Arcane 17, coll. « Écrits politiques », 2012, 270 p. (ISBN 978-2-918721-18-5)
- Lâchez-nous la dette !, Paris, Éditions de l'Atelier, 2021, 96 p. (ISBN 978-2-708253-88-9)

### Sur la voile
- Avec Isabelle Autissier, Une solitaire autour du monde, Paris, Arthaud, coll. « Vieux Fonds Art », 1998, 239 p. (ISBN 978-2-7003-1139-6)
- Avec Michel Desjoyeaux et Régine Bornens, Michel Desjoyeaux : L'enfant de la vallée des fous, Paris, Gallimard, coll. « Albums Voiles », 2001, 144 p. (ISBN 978-2-7424-0864-1)